# Varnumsviken
Varnumsviken är namnet på den del av Vänern, väster om Kristinehamn och innanför Hjälmarsfjorden, som avgränsas av fastlandet i öster och Rudsnäset i väster. I Varnumsviken flyter ån Varnan ut. Området tillhör(de) Varnums socken, Värmland.